# Orthotrichum casasianum
Orthotrichum casasianum är en bladmossart som beskrevs av F. Lara, Garilleti och Mazimpaka in Mazimpaka et al. 1999. Orthotrichum casasianum ingår i släktet hättemossor, och familjen Orthotrichaceae. Inga underarter finns listade i Catalogue of Life.